# Височка Ржана
Височка Ръжана или Височка Ржана (на сръбски: Височка Ржана) е село в община Пирот, Пиротски окръг, Сърбия. През 2011 г. населението му е 23 души, докато през 1991 е било 54 души.

## География
Селото е разположено в котловината Висок, между планината Видлич и западните склонове на Стара планина, на устието на река Йеловичка (Врелска) във Височица.

## История
Селото се споменава като Иржана Височка в османотурски данъчен регистър на джелепкешаните от 1576 година. Петима местни жители – Поп Стоян, Михне Пею, Велко Кирило, Петко Петри и Пею Радивой дължат налог от 155 овце.
По Берлинския договор от 1878 година селото е включено в пределите на Сърбия. През 1915 – 1918 и 1941 – 1944 година е в границите на военновременна България. През 1916 година, по време на българското управление на Моравско, Височка Ръжана е център на община в Пиротска селска околия и има 468 жители.

## Население
- 1948 – 561 жители.
- 1953 – 580 жители.
- 1961 – 516 жители.
- 1971 – 301 жители.
- 1981 – 144 жители.
- 1991 – 101 жители.
- 2002 – 54 жители.
- 2011 – 23 жители.

Според преброяването от 2002 година жителите на селото са сърби.

## Културни забележителности
- Ржански манастир „Света Богородица“, намиращ се в подножието на планината Рудина. Църквата е издигната през 1853 година, на основите на по-стар храм.[3]

## Личности
Родени във Височка Ржана
- Младен Ръжанов, български общественик

Други
- Сава Младенов (1845 - 1876), български революционер, по произход от Височка Ръжана